# Calophyllum praetermissum
Calophyllum praetermissum är en tvåhjärtbladig växtart som beskrevs av P.F. Stevens. Calophyllum praetermissum ingår i släktet Calophyllum och familjen Calophyllaceae. Inga underarter finns listade i Catalogue of Life.